# 1974 en architecture
| Années de l'architecture : 1971 - 1972 - 1973 - 1974 - 1975 - 1976 - 1977    |
| Décennies de l'architecture : 1940 - 1950 - 1960 - 1970 - 1980 - 1990 - 2000 |

Cet article présente les faits marquants de l'année 1974 en architecture.

## Réalisations
- Ouverture de la Willis Tower (appelée « Sears Tower » jusqu'en 2009) à Chicago par Skidmore, Owings and Merrill, c'est alors le plus haut gratte-ciel du monde jusqu'en 1998 et du continent américain jusqu'en 2013.
- L'assemblée nationale de Dhaka (Dacca), dessinée par Louis Kahn, est achevée.
- Fin de la construction du gratte-ciel 1095 Avenue of the Americas à New York.
- Construction de la Pyramide de Sainte-Foy à Québec.

## Récompenses
- x

## Naissances
- x

## Décès
- 17 mars : Louis Kahn (° 20 février 1901).
- 6 avril : Willem Marinus Dudok (° 6 avril 1884).
- 3 août : Edgar Johan Kuusik, architecte estonien (° 2 février 1888).
- 1 juin : Henry Charles Delacroix, (° 8 mars 1907).
- 28 novembre : Constantin Melnikov (° 3 août 1890).